# 平均算
平均算（へいきんざん）は、小学校の算数において、平均値の概念を利用した文章題の一つ。多くのバリエーションが見受けられる。特に2集団の得点の平均、食塩水の混合、速さの平均などが加重平均の代表的なものである。

## 加重平均の例題（2集団の平均）
ロン子さんの学年240人の算数のテストの平均点は76.3点でした。このうち女子108人の平均点は78.9点です。男子の平均点は何点だったと考えられますか。学年の平均点および女子の平均点はいずれも小数第二位で四捨五入されたものです。男子の平均点も小数第二位を四捨五入した形で答えてください。

## 解答例
- 女子の平均点として考えられる範囲

　　　78.85点以上78.95点未満
- 全体の平均点として考えられる範囲

　　　76.25点以上76.35点未満
- 「男子の平均点が低くなる」場合は、「女子の平均点が高い」且つ「全体の平均点が低い」場合である。つまり、全体の平均点が76.25点、女子の平均点が78.95点の時の男子の平均点を考えればよい。ちなみに男子の人数は(240-108)人=132人である。
  - 女子108人の点数の和＋男子132人の点数の和＝全体240人の点数の和
  - つまり、男子132人の点数の和＝240×76.25-108×78.95＝9773.4
  - よってこのときの男子の平均点は、（9773.4÷132）＝74+9/220点
- 「男子の平均点が高くなる」場合は、「女子の平均点が低い」且つ「全体の平均点が高い」場合である。つまり、全体の平均点が76.35点、女子の平均点が78.85点の時の男子の平均点を考えればよい。**女子108人の点数の和＋男子132人の点数の和＝全体240人の点数の和
  - つまり、男子132人の点数の和＝240×76.35-108×78.85＝9808.2
  - よってこのときの男子の平均点は、（9808.2÷132）＝74+67/220点

- よって求める平均点は、74+9/220点より大きく74+67/220点より小さい範囲である。つまり、74.0409･･･点より大きく74.3045･･･小さい範囲であるから、考えられる小数第二位を四捨五入した男子の平均点は、74.0点、74.1点、74.2点、74.3点のいずれかである。